# Turdus grayi
Turdus grayi là một loài chim trong họ Turdidae.